# Butte de Saint-Drémont
La Butte de Saint-Drémont est située sur le territoire de la commune des Moutiers, dans le département de la Vienne.

## Caractéristiques
La nature du site est incertaine : signalé comme dolmen au XIXe siècle, son caractère mégalithique est douteux. Il pourrait s'agir d'un chaos naturel. La butte s'élève à 96 m d'altitude. Elle est recouverte de plusieurs grands blocs de pierre. Une grande dalle de 3,20 m de longueur sur 2,80 m de largeur repose sur deux blocs posés à plat. Une autre dalle mesure 4,30 m de long sur 2 m de large. Aucun matériel archéologique associé n'est connu.

## Folklore
Selon une légende, le diable faisait réchauffer dans sa poêle des galettes de beurre qu'il avait volées au curé de la paroisse de Basses. Surpris par l'arrivée de Sainte Radegonde, il donna un coup de pied dans sa poêle et les galettes atterrirent dans le voisinage donnant naissance aux dolmens de Vaon, de Bernazay, à la Roche-Vernaize et à la Butte Saint-Drémont.